# Улица Константина Заслонова (Санкт-Петербург)
У́лица Константи́на Засло́нова — улица в Центральном и Адмиралтейском районах Санкт-Петербурга. Проходит от Лиговского проспекта и Разъезжей улицы до набережной Обводного канала.

## История названия
С 1821 года известно название Глазовская улица (по нахождению здесь Глазова питейного дома, которым владел поручик И. Глазов). Существовали также названия Глазовский проспект и Глазовая улица.
Современное название улица Константина Заслонова получила 15 декабря 1952 года в честь К. С. Заслонова, одного из руководителей партизанского движения в Белоруссии в годы Великой Отечественной войны, Героя Советского Союза.

## История
Улица возникла в первой половине XIX века. С 1777 по 1917 годы по улице проходила граница между Московской (чётная сторона) и Александро-Невской (нечётная сторона) полицейскими частями Санкт-Петербурга.

## Достопримечательности
- Дом № 8, литера А — жилой дом В. Ф. Степанова, объект культурного наследия регионального значения[2].